# Kathleen Stock

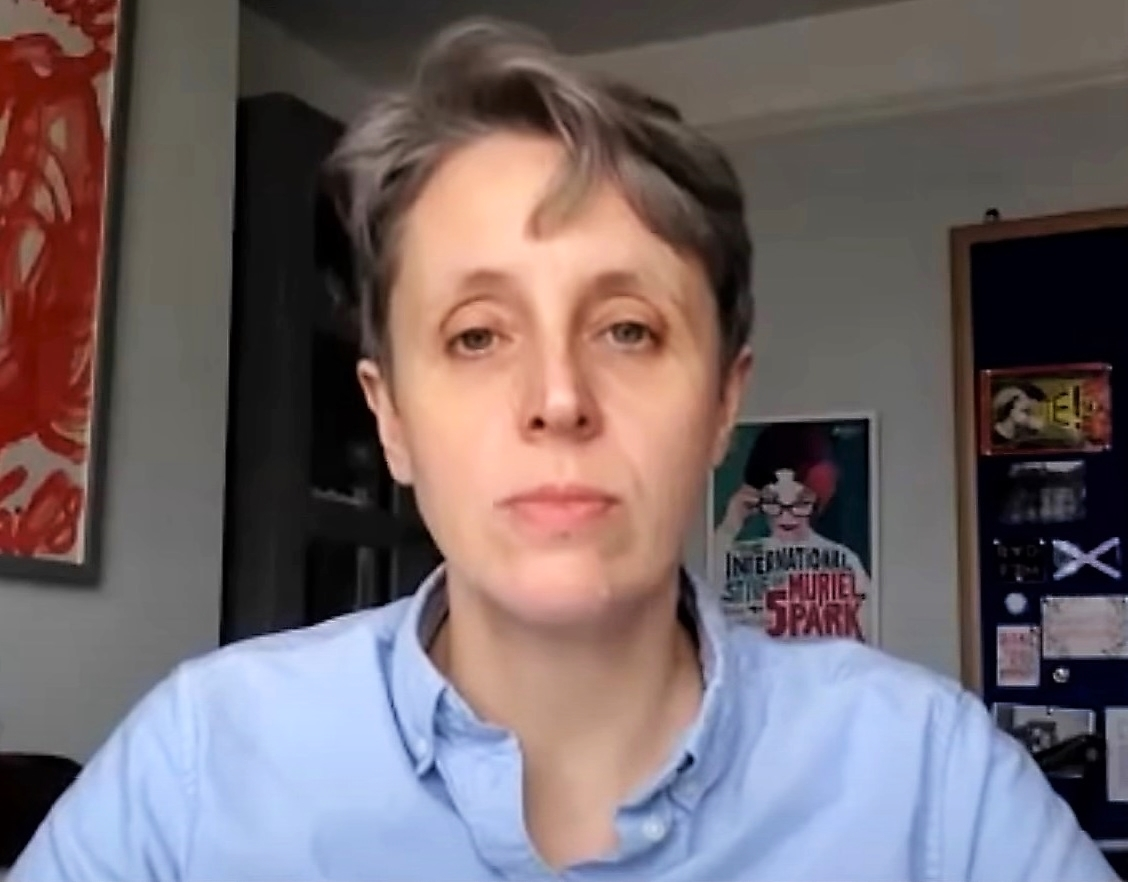
Kathleen Stock (2021)

Kathleen Stock, OBE (* 18. November 1972 in Aberdeen) ist eine britische Philosophin. Sie war bis Oktober 2021 Professorin an der University of Sussex. Grund für die Aufgabe der Stelle waren Anfeindungen, denen sie aufgrund ihres Buches zum Thema Transidentität ausgesetzt war. 2022 erschien eine deutsche Übersetzung des Buches und wurde positiv rezensiert.

## Leben
Stock studierte zunächst Französisch und Philosophie in Oxford, schloss ihr Masterstudium der Philosophie an der University of St Andrews ab und promovierte in Philosophie an der University of Leeds. Sie lehrte an der Lancaster University und der University of East Anglia, bevor sie im Jahr 2003 nach Sussex berufen wurde. Stock verfasste zahlreiche Beiträge zur Philosophie der Fiktion und Imagination.

## Kontroverse
Seit 2018 beschäftigt sich Stock auch akademisch mit Genderthemen. Stock zählt zu den akademischen Vertreterinnen eines von ihr „genderkritisch“ genannten Feminismus. Stock weist in ihren Schriften wiederholt das Konzept einer von der Anatomie unabhängigen „Genderidentität“ zurück und besteht darauf, trans Frauen als „Männer“ zu bezeichnen. Stock ist außerdem politisch bei der LGB Alliance aktiv. In der Folge wurde Stock als transfeindlich oder „TERF“ kritisiert und angefeindet.
Im Januar 2021 protestierten 600 Philosophen gegen Stocks „gefährliche Rhetorik“, nachdem sie in den Order of the British Empire aufgenommen worden war. Anfang Oktober 2021 forderten Studierende bei einem Protest mit Plakaten und Graffiti die Entlassung Stocks und in sozialen Medien kursierten Bilder mit der Parole Stock out („Stock raus“). Im Oktober 2021 trat sie nach den anhaltenden Anfeindungen von ihrer Professur in Sussex zurück, obwohl sich 200 Akademiker für Stock ausgesprochen hatten. Stock begründete ihren Rücktritt mit der „absolut schrecklichen Zeit“ für ihre Familie und sie selbst. Ohne Stocks Position einer biologischen Fundierung des Geschlechts zu teilen, solidarisierte sich die Gesellschaft für Analytische Philosophie (GAP) in ihrer Stellungnahme Für eine freie und kritische Auseinandersetzung in den Wissenschaften mit Stock. Die GAP erklärt es als inakzeptabel, „wenn an die Stelle der (auch scharfen) inhaltlichen Kritik an Positionen die Forderung nach institutionellen Sanktionen gegen Personen tritt, wenn statt der Prüfung von Gründen für oder wider kontroverse Standpunkte die Entlassung von Personen gefordert wird, wenn massiver öffentlicher Druck auf Universitätsleitungen ausgeübt wird, Vortrags- und Lehreinladungen zurückzunehmen.“ Im März 2025 belegte die britische Hochschulaufsichtsbehörde Office for Students die Universität Sussex mit einer Strafe von umgerechnet 700.000 Euro, weil sie die Meinungsfreiheit der Philosophieprofessorin Stock nicht ausreichend geschützt habe. Die Universität will dagegen vorgehen.

### Material Girls
2022 erschien die deutsche Übersetzung des Buchs Material Girls. Warum die Wirklichkeit für den Feminismus unerlässlich ist. Laut der Philosophin Petra Gehring ist es durchaus „kein Skandaltext, sondern eine lesenswerte […] im Ergebnis liberale Studie, die sich mit begrifflichen Grundlagenfragen rund um Geschlechterkonzepte befasst, aber auch wissenschafts- und rechtspolitische Empfehlungen äußert. Meisterhaft handhabt die Autorin das Werkzeug des geduldigen Arguments.“ Stock trete für Solidarität mit und Respekt für Transpersonen ein und empfehle, von ihnen in dem gewünschten Geschlecht zu sprechen. Doch sei Geschlecht nicht ausschließlich eine soziale Tatsache, sondern habe auch biologische Aspekte. Abschließend trete Stock für mehr Intersektionalismus ein, um Mehrfachdiskriminierungen auch jenseits von Transidentitäten ins Auge zu fassen, und für einen „evidenzbasierten Feminismus“.
Der Journalist Patrick Bahners bescheinigte dem Buch „beträchtlichen Scharfsinn“ in der Auseinandersetzung mit dem Paradigma, Geschlecht werde nicht nach intersubjektiven Kriterien festgestellt, sondern „zugewiesen“. Stocks Analyse zeitige für diese transaktivistische Grundannahme ein „vernichtendes Resultat“. Die Politikwissenschaftlerin Eszter Kováts lobte Material Girls als „besonnene und kluge“ Einladung, eine notwendige Debatte zu führen, statt sie den Rechten zu überlassen. Mit diesem Buch beweise Stock, dass es möglich ist, „empathisch gegenüber Minderheiten zu sein und gleichzeitig haltlose Argumente und Praktiken, die Schaden anrichten, zu entlarven“. Deborah Shaw hingegen wirft in der Women’s History Review Stock vor, sich in ihrer Argumentation transfeindlicher Rhetorik zu bedienen.

## Familie
Kathleen Stock war mit einem Mann verheiratet, mit dem sie zwei Söhne hat. Sie hatte ihr lesbisches Coming-out relativ spät und lebt heute mit ihrer Partnerin in Sussex.

## Auszeichnungen
- 2020: Officer des Order of the British Empire (OBE)[15]

## Schriften (Auswahl)
- 2007: als Herausgeberin: Philosophers on Music: Experience, Meaning, and Work. Oxford University Press.
- 2008: als Herausgeberin zusammen mit Katherine Thomson-Jones: New Waves in Aesthetics. Palgrave-Macmillan.
- 2017: Only Imagine: Fiction, Interpretation and Imagination. Oxford University Press.
- 2021: Material girls: why reality matters for feminism. Fleet, London. [dtsch. Material girls. Warum die Wirklichkeit für den Feminismus unerlässlich ist. Aus dem Englischen von Vojin Saša Vukadinović. Berlin: Tiamat 2022].